# Viz Media
VIZ Media, LLC este o companie americană de divertisment cu sediul în San Francisco, California concentrată pe publicarea de manga și distribuția și licențierea de filme și seriale de televiziune anime.
Compania fost fondată în 1986 ca VIZ, LLC. În 2005, VIZ, LLC și ShoPro Entertainment au fuzionat ca să formeze actualul VIZ Media, care este deținută de conglomeratele de publicație japoneze Shueisha și Shogakukan, și de asemenea de compania de producție japoneză Shogakukan-Shueisha Productions (ShoPro). În 2017, Viz Media a fost cea mai mare editură de romane grafice în Statele Unite pe piața librăriilor, cu o cotă de piață de 23%.